# Sanqing (sockenhuvudort i Kina, Jiangxi Sheng, lat 28,93, long 118,09)
Sanqing (kinesiska: 三清) är en sockenhuvudort i Kina. Den ligger i provinsen Jiangxi, i den sydöstra delen av landet, omkring 220 kilometer öster om provinshuvudstaden Nanchang. Antalet invånare är 5 219. Befolkningen består av 2 541 kvinnor och 2 678 män. Barn under 15 år utgör 29,0 %, vuxna 15-64 år 61 %, och äldre över 65 år 9,0 %.
Runt Sanqing är det tätbefolkat, med 319 invånare per kvadratkilometer. Närmaste större samhälle är Zihu, 6,4 km öster om Sanqing. I omgivningarna runt Sanqing växer i huvudsak blandskog.
Genomsnittlig årsnederbörd är 2 636 millimeter. Den regnigaste månaden är juni, med i genomsnitt 506 mm nederbörd, och den torraste är oktober, med 38 mm nederbörd.